# Висока навколоземна орбіта

Діаграма низької, середньої та високої навколоземних орбіт у масштабі

Висока навколоземна орбіта — геоцентрична орбіта з висотою, що повністю перевищує висоту геосинхронної орбіти (35 786 кілометрів). Періоди обертання таких орбіт більше 24 годин, тому супутники на таких орбітах мають очевидний ретроградний рух – тобто, навіть якщо вони знаходяться на орбіті прямого ходу (0° ≤ нахилу < 90°), їх орбітальна швидкість нижча за швидкість обертання Землі, що спричиняє переміщення їхньої траєкторії на захід від поверхні Землі.

## Приклади супутників на високій навколоземній орбіті
| Ім'я    | ідентифікатор NSSDC. | Дата запуску | Перигей    | Апогей     | Крапка      | Нахил  |
| ------- | -------------------- | ------------ | ---------- | ---------- | ----------- | ------ |
| Vela 1А | 1963-039A            | 1963-10-17   | 101,925 км | 116,528 км | 108 ч 39 хв | 37,8°  |
| IBEX    | 2008-051A            | 2008-10-19   | 61 941 км  | 290,906 км | 216 h 3 хв  | 16,9°  |
| TESS    | 2018-038A            | 2018-04-18   | 108 000 км | 375 000 км | 328 h 48 хв | 37,00° |